# Project Gutenberg (film)
Pour plus de détails, voir Fiche technique et Distribution.
Project Gutenberg (無雙, Mo Seung, litt. « Sans précédent ») est un thriller d'action sino-hongkongais écrit et réalisé par Felix Chong, sorti le 30 septembre 2018 en Chine continentale et le 4 octobre 2018 à Hong Kong,. Il raconte l'histoire d'un artiste sans succès qui se reconvertit dans la fabrication de faux billets en intégrant l'équipe d'un criminel surnommé le « Peintre ».
Tourné en cantonais (la langue de Hong Kong), il est premier du box-office chinois de 2018 durant trois semaines d'affilée et totalise plus de 180 millions $ de recettes dans cette ville.

## Synopsis
Lee Man (Aaron Kwok), un artiste condamné pour contrefaçon de billets, est extradé d'une prison thaïlandaise. La police de Hong Kong enquête sur une série de meurtres dans le monde de la contrefaçon dont le principal suspect est le « Peintre », un mystérieux personnage qui avait autrefois travaillé avec Lee. Ce-dernier refuse cependant d'avouer son identité, affirmant que sa vie serait en danger, mais l'inspecteur Ho (Catherine Chau (en)) prétend avoir des preuves que Lee est lié aux meurtres. L'interrogatoire est interrompu par l’arrivée impromptue de Yuen Man (Zhang Jingchu), une célèbre artiste qui tente de faire libérer Lee. Un accord est conclu selon lequel ce-dernier sera libéré et placé sous le programme de protection des témoins en échange de la divulgation de l'identité du « Peintre » et de la confession de ses activités criminelles.
Au milieu des années 1990, Lee et Yuen vivent ensemble à Vancouver en tant qu'amants et peintres, mais ne parviennent pas à vivre de leurs œuvres et luttent pour joindre les deux bouts. Lee s'est alors découvert une passion et un talent comme faussaire d’art, ce que Yuen désapprouve. Lee trouve un agent à Yuen qui apprécie son art, mais ses propres œuvres à lui sont critiquées pour n'être que des imitations des styles des grands maîtres.
Le travail de Lee comme faussaire est remarqué par le « Peintre » (Chow Yun-fat), qui l'invite à rejoindre ses opérations de contrefaçon de billets. Frustré par le manque de succès de ses œuvres, Lee accepte de quitter le Canada avec l'objectif de revenir et gagner sa rivalité avec Yuen. Le « Peintre » lui propose également de l'aider dans ses histoires de cœurs. Travaillant dans l'équipe du « Peintre » pour contourner les problèmes de sécurité du nouveau billet de cent dollars américain de 1996, Lee est très efficace dans ce nouveau rôle mais est choqué par les méthodes erratiques et souvent violentes du « Peintre », particulièrement après un violent détournement de fourgon blindé au Canada.
Avec un stock de nouveaux billets, l'équipe du « Peintre » se rend en Thaïlande pour renégocier son contrat avec le chef de la police locale surnommé le « Général ». Le « Peintre » décline les termes que lui fait ce-dernier et révèle qu'il est en fait venu pour se venger après avoir appris que le « Général » est responsable de la mort de son père quelques années auparavant. Lors de la destruction du complexe, Lee sauve Sau-ching, une experte en contrefaçon travaillant pour le « Général ». Pendant ce temps, Yuen connait le succès dans sa carrière d'artiste. Quand le « Peintre » et Lee se rendent à l'une de ses expositions, le « Peintre » informe Lee qu'il a acheté toutes ses œuvres pour que Lee décore son nouveau manoir en Thaïlande avec et impressionne Yuen. Confus par la réaction négative de Lee, le « Peintre » apprend que Yuen est déjà fiancée avec son agent. Sau-ching rejoint l'équipe du « Peintre » après s'être remise de ses blessures. Il lui donne alors un faux passeport portant le nom de Yuen Man, ce qui rend Lee perplexe.
Le « Peintre » apprend que le prochain acheteur de monnaie contrefaite est en fait un agent infiltré. Dans la chambre d'hôtel où l'acheteur rencontre l'équipe du « Peintre », celui-ci affirme vouloir quitter ces affaires et propose de lui vendre la plaque d'impression. Le « Peintre » demande à Lee de récupérer la boîte contenant la plaque et de la remettre à l'acheteur, mais celle-ci ne contient en fait qu'un pistolet. L'acheteur voit cependant le reflet de l'arme tandis que Lee hésite, obligeant finalement le « Peintre » a ouvrir le feu sur l'acheteur et à engager une fusillade. Frustré par le manque de volonté de Lee, il révèle que Yuen et son agent sont ses prisonniers et sont attachés dans la pièce voisine. Il demande à Lee de tuer l'agent pour prouver qu'il aime vraiment Yuen. Presque toutes les personnes présentes sont tuées dans le chaos qui suit, Lee, Sau-ching et Yuen étant les seuls survivants et se réfugient au nouveau domicile de Lee en Thaïlande. Les journaux rapportent que le corps du « Peintre » n'a jamais été retrouvé et Lee est finalement arrêté par la police thaïlandaise après avoir été trouvé avec des billets de banque contrefaits.
À Hong Kong, de nos jours, Lee et Yuen sont escortés à un hôtel. L'inspecteur Ho remarque un homme correspondant à la description du « Peintre » faite par Lee portant un uniforme de police et tentant de pénétrer dans le commissariat. Il est pris en embuscade et capturé. Confus, l'homme affirme qu'il est vraiment policier et qu'il est le chauffeur ayant transporté Lee et Man de l'aéroport au quartier général de la police quelques jours auparavant.
Il est révélé que, même si le récit de Lee est exact, sa description du « Peintre » est fausse et que c'est lui qui a en fait toujours été le « Peintre ». La vrai Yuen Man a une carrière de peintre en Chine, tandis que la Yuen Man de Hong Kong est en fait Sau-Ching ayant subi une opération de chirurgie esthétique pour ressembler à Yuen après les brûlures qu'elle a subies lors de l'attaque du complexe du « Général ». Lee Man et Sau-ching tuent leurs gardes et s'échappent de Hong Kong en bateau.
Le lendemain, Sau-ching révèle à Lee qu'elle a délibérément tourné en rond et qu'ils se trouvent toujours dans les eaux de Hong Kong. Alors que la police les encercle, elle lui explique qu'elle en a marre de vivre avec deux identités et d'être complice de la tromperie de Lee, et elle fait exploser le bateau.
Plus tard, en Chine, l'inspecteur Ho rend visite à Yuen Man pour l'informer que le « Peintre » a été tué. Yuen est indifférente à cette nouvelle, affirmant que sa mort ne peut ramener son fiancé. Lorsqu'on lui demande si elle reconnait Lee sur une photographie, elle déclare simplement qu'il s'agit de son voisin : la partie de l'histoire de Lee où il vivait avec Yuen est également un mensonge et son obsession pour elle n'est rien de plus que l'amour non partagé pour sa voisine qu'il ne connait pas.

## Fiche technique
Sauf indication contraire, les informations mentionnées dans cette section peuvent être confirmées par la base de données cinématographiques IMDb,  présente dans la section « Liens externes ».
- Titre original : Project Gutenberg
- Réalisation :  Felix Chong
- Scénario :  Felix Chong
- Pays d'origine :  Chine -  Hong Kong
- Langue originale :
- Genre : thriller
- Durée : 130 minutes
- Dates de sortie : 2018

## Distribution
- Chow Yun-fat : Ng Fuk-sang/le « Peintre »
- Aaron Kwok : Lee Man
- Zhang Jingchu : Yuen Man
- Joyce Feng : Sau-ching
- Liu Kai-chi : Ng Yam
- Catherine Chau (en) : L'inspecteur Ho Wai-lam
- David Wang : Lee Wing-chit
- Alien Sun (en) : Lam Lai-wah
- Deno Cheung : Bobby Wong
- Justin Cheung : Shum Sei-hoi
- Carl Ng (en) : Mr. Lok
- Alex Fong (en) : Le sous-commissaire Ho
- Jack Kao : Le « Général »
- Xing Jiadong : L'homme de main du « Général »
- Dominic Lam (en) : Un marchand de peinture
- Javier Hernandez
- Diego España
- Daniel Jaquez
- Jason Moehring
- Rick Pokrajen-Harmon
- Dmitry Mazur : Un enchérisseur

## Production
La production commence à Hong Kong le 15 mai 2017 avec une cérémonie de bénédiction. Le 15 mai, qui est également le 62e anniversaire de Chow Yun-fat, le tournage commence au studio Shing Fung Film au village de Ho Chung (en) dans la ville de Sai Kung Outre Hong Kong, le tournage se déroule également au Canada et en Thaïlande.
Le réalisateur Felix Chong révèle que comme l'histoire tourne autour d'une organisation de contrefaçon et implique de montrer le processus d'impression de billets de banque contrefaits, le script contient à l'origine huit étapes décrivant le processus d'impression, mais a ensuite été porté à vingt étapes afin de créer plus d'intérêt pour le public. Chong a également réussit à obtenir une vraie presse à billets de 7 tonnes, qui coûte 100 000 $HK, ce qui lui a permis de créer une fausse monnaie réaliste et devant être signalée à l'autorité monétaire. Alan Mak, un collaborateur fréquent de Chong, a servi comme directeur artistique sur le film.

## Sortie
Le distributeur Workshop gère les droits de distribution locale à Hong Kong et à l'étranger. Emperor Motion Pictures (en) co-distribue le film à Hong Kong ainsi qu'en Asie, tandis que A Really Happy Film le co-distribue également à Hong Kong. Le film est distribué dans les salles Golden Screen Cinemas (en) en Malaisie. Shaw Renters et mm2 Entertainment (en) le distribue à Singapour et Celestial Tiger Entertainment en VOD à Singapour, en Malaisie, en Indonésie et à Brunei. En outre, le film est également vendu dans d’autres pays lors du Festival de Cannes 2017.
Le 17 mai 2018, une première bande-annonce est diffusée et annonce une date de sortie prévue le 30 septembre 2018,,. Le 22 août 2018, une deuxième bande-annonce sort, avec une nouvelle date de sortie pour le 4 octobre 2018.

### Promotion
Le 27 août 2018, une conférence de presse du film se tient sous la forme d’une cérémonie de distribution d'argent à l'ancien commissariat de police de Central à Hong Kong lors de laquelle 5000 faux dollars HK sont exposés et a laquelle assiste l'équipe du film.

## Distinctions

### Récompenses
- Hong Kong Film Awards 2019[9],[10]
  - Meilleur film
  - Meilleur réalisateur
  - Meilleur scénario
  - Meilleure photographie
  - Meilleur montage
  - Meilleurs décors
  - Meilleurs costumes et maquillages